# BioRxiv
bioRxiv（バイオアーカイヴ）は、2013年11月に開始された生物学のプレプリントリポジトリである。正式な表記はbioRχivで、χはエックスではなくギリシャ文字のχ（カイ）である。コールド・スプリング・ハーバー研究所 (Cold Spring Harbor Laboratory, CSHL) が運営している。プレプリントであるので、bioRχivが提供する論文は査読されていない。しかし基本的な選別と剽窃の判別は行われている。読者はプレプリント論文にコメントを付けることができる。

## 概説
bioRχivは、1991年にポール・ギンスパーグによって設立された物理学とその関連分野のリポジトリであるarXivに触発された。ギンスパーグはbioRχivの諮問委員も務めている。bioRχivはコールド・スプリング・ハーバー研究所とLourie Foundationの支援を受けている。更に2017年4月にはチャン・ザッカーバーグ・イニシアチブ（Chan Zuckerberg Initiative, Facebookの創業者マーク・ザッカーバーグとその妻プリシラ・チャンが設立した財団）からも資金提供を受けると発表された。
bioRχiv設立以前、生物学者たちは専用のプレプリントリポジトリを持つという問題について分裂していた。大多数の者は、自分たちの研究が競争相手に先を越され、発見の請求権を失う事を懸念していた。しかし、一部の遺伝学者たちはarXivリポジトリの定量生物学区分へ論文を投稿しており、発見の主張の根拠としてプレプリントを指定できるようになっていた為、これらの懸念はもはや無くなっていた。
Science誌のJocelyn Kaiserは、最初の年に824報のプレプリントの投稿があり、「少数ながらも論文の流れを引き寄せた」と述べている。その結果、全てではないが幾つかの生物学ジャーナルがプレプリントに関するポリシーの更新を行った。彼らはプレプリントがインゲルフィンガー・ルール (Ingelfinger rule) に当てはまる「事前の出版物」であるとは考えていないと明確にしている。
2015年、bioRχivのプレプリントは20,000を超えるツイートを作り出した。2016年2月には、bioRχivへの投稿数は一月あたり60から200へと着実に増加し、合計で3100報が受理されている。2017年4月21日時点で、採択数は10,000報を超えており、毎月の投稿数は620件を超えている。

## 分野
bioRχivは以下の分野でプレプリントを受け入れている。
- 動物行動学
- Animal cognition
- 生化学
- Bioengineering
- バイオインフォマティクス
- 生物物理学
- がん生物学
- 細胞生物学
- 治験
- 発生生物学
- 生態学
- 疫学
- 進化生物学
- 遺伝学
- ゲノミクス
- 免疫学
- 微生物学
- 分子生物学
- 神経科学
- 古生物学
- 病理学
- 薬理学
- 生理学
- 植物学
- サイエンスコミュニケーション
- 科学教育
- 合成生物学
- システム生物学
- 動物学

## bioRxiv to Journals
The bioRxiv to Journals (B2J)イニシアチブにより、著者はbioRxivを通じて雑誌提出システムに原稿を直接提出することができる。
現在B2Jに参加しているジャーナルの一覧：
- Acta Crystallographica Section D: Structural Biology
- Antimicrobial Agents and Chemotherapy
- Applied and Environmental Microbiology
- Biology Open
- Biophysical Journal
- Clinical and Vaccine Immunology
- Development
- Disease Models & Mechanisms
- eLife
- The EMBO Journal
- EMBO Molecular Medicine
- EMBO Reports
- Evolution Letters
- G3: Genes, Genomes, Genetics
- Genetics
- Genome Research
- GigaScience
- Genome Biology
- Infection and Immunity
- Journal of Bacteriology
- Journal of Biological Chemistry
- The Journal of Cell Biology
- Journal of Cell Science
- Journal of Clinical Microbiology
- Journal of Experimental Biology
- The Journal of Experimental Medicine
- The Journal of General Physiology
- The Journal of Immunology
- Journal of Lipid Research
- Journal of Neurophysiology
- Journal of Virology
- mBio
- Molecular and Cellular Biology
- Molecular & Cellular Proteomics
- Molecular Biology of the Cell
- Molecular Systems Biology
- mSphere
- mSystems
- The Plant Cell
- Plant Physiology
- PLOS Computational Biology
- PLOS Genetics
- PLOS Medicine
- PLOS Neglected Tropical Diseases
- PLOS ONE
- PLOS Pathogens
- PNAS